# جین آستن
جِین آستِن (به انگلیسی: Jane Austen)‏، (۱۶ دسامبر ۱۷۷۵ – ۱۸ ژوئیهٔ ۱۸۱۷) نویسنده قرن هجدهم و نوزدهم انگلیسی است که آثارش تأثیر گسترده‌ای بر ادبیات غرب گذاشت. شناخت او از زندگی زنان و مهارتش در نشان دادن ظرائف زندگی، او را به یکی از مشهورترین رمان‌نویسان عصر خودش تبدیل کرد.

## زندگی

آخرین صفحهٔ نامه‌ای از جین آستن به خواهرش، کاساندرا، به تاریخ ۱۱ ژوئن ۱۷۹۹

جین آستن در ۱۶ دسامبر ۱۷۷۵ در استیونتون، همپشر، جنوب شرقی انگلستان، به دنیا آمد. او ششمین فرزند از هفت فرزند یک کشیش ناحیه بود. در سال ۱۸۰۱ که پدرش بازنشسته شد، با خانواده‌اش به باث نقل مکان کرد. پدرش در سال ۱۸۰۵ از دنیا رفت و جین و مادرش چندین‌بار نقل مکان کردند، تا سرانجام در سال ۱۸۰۹ در نزدیکی التن در همپشر ماندگار شدند. جین آستن در همان‌جا ماند و فقط چند بار به لندن سفر کرد. در مه ۱۸۱۷ به سبب بیماری به وینچستر کوچ کرد تا نزدیک پزشکش باشد، و در ژوئیهٔ ۱۸۱۷ همان‌جا درگذشت. همان‌طور که بالاتر گفته شد جین چند سالی از عمر خود را در شهر باث سپری کرد و این شهر به عنوان محل اقامت او مشهور است. مؤسسه‌ای به نام «مرکز جین آستن» در خیابان «گی» در مرکز شهر باث موجود است که هر سال جشنواره‌ای به نام جشنواره جین آستن در این شهر برگزار می‌کند. رمان‌های جین آستن از پرخواننده‌ترین آثار در ادبیات جهان‌اند و حدود دویست سال است که نسل‌های پیاپی با کشش و علاقهٔ روزافزون، رمان‌های او را می‌خوانند.
جین آستن در دوران نوجوانی نوشتن رمان را آغاز کرد. او در شش رمان دربارهٔ زندگی در اواخر قرن هفدهم و اوایل قرن هجدهم نوشت. چهار تا از این کتاب‌ها در یک دوره چهار ساله منتشر شدند که نشان دهنده سرعت او در نگارش بود. عقل و احساس، غرور و تعصب، مانسفیلد پارک و اِما کتاب‌هایی بودند که در زمان حیات او چاپ شد. دو کتاب دیگر او پس از مرگش منتشر شد. کتاب هفتم او هیچ‌گاه به پایان نرسید. آستن در دورانی که زنده بود کتابهایش را بدون نام چاپ می‌کرد و هیچ‌کس نمی‌دانست که نویسندهٔ کتاب، چه کسی است.
جین آستن، برخلاف قهرمان‌های رمانش، در طول عمر ۴۱ ساله‌اش هرگز ازدواج نکرد.

## سبک نگارش
جین آستن با نگارش چهار رمان عقل و احساس، غرور و تعصب، منسفیلد پارک و اما به ترتیب در سال‌های ۱۸۱۱، ۱۸۱۳، ۱۸۱۴ و ۱۸۱۶ در زمان حیاتش، نام خود را به‌عنوان نویسنده‌ای صاحب‌سبک به ثبت رساند. رمان‌های نورثنگرابی و ترغیب در سال ۱۸۱۸، یعنی بعد از مرگ نویسنده، به چاپ رسیدند. دو اثر به نام‌های لیدی سوزان و واتسون‌ها که ناتمام مانده است نیز از کارهای اولیهٔ جین آستن باقی مانده است. او پیش از مرگ مشغول نوشتن رمانی به نام سندیتون بود که قسمت‌های پراکندهٔ آن در دست است. وی با خواندن کتاب‌های متفاوت یادگرفت از چه چیزهایی پرهیز کند تا داستان‌هایش جالب و خواندنی شوند. به همین دلیل سبک او در شیوهٔ نگارش منحصر به فرد است و صدای راوی رمان را با عمیق‌ترین احساسات شخصیت‌های قصه پیوند می‌زند. به طوری که با خواندن داستان‌های وی می‌توان پا جای پای شخصیت‌های رمان‌های او گذاشت و با آن‌ها عمیقاً ارتباط گرفت. جین در محیطی نسبتاً منزوی زندگی کرد و اوقات خود را بیشتر به نوشتن می‌گذراند. به نظر نقادان، او نبوغی دووجهی داشت: هم طنز قدرتمندی داشت و هم اخلاقیات و روحیات آدم‌ها را خوب می‌شناخت. این دو وجه در نوشته‌های او نیز تجلی یافته است. زندگی اجتماعی و خانوادگی محملی است که نویسنده به کمک آن، با ژرف اندیشی، دربارهٔ انسان‌ها و روابط آن‌ها قضاوت می‌کند و نظر می‌دهد. جین آستن، غالباً زنان نویسندهٔ هم دورهٔ خودش را به خاطر سبک دراماتیک و خسته‌کنندهٔ قصه‌های عاشقانه، در رمان‌هایشان دست می‌انداخت.

## ترجمه آثار به فارسی
اولین ترجمهٔ رمان‌های آستن در ایران به کوشش شمس‌الملوک مصاحب و به تاریخ اسفند ۱۳۳۶ منتشر شد. (غرور و تعصب، شابک: ۹۶۴-۵۶۲۰-۱۶-۳)
رمان‌های جین آستن در طی سالیان توسط مترجمان متفاوتی ترجمه و توسط ناشران گوناگونی چاپ شده است که از آن جمله می‌توان جمشید اسکندانی (نشر ثالث) و رضا رضایی (نشر نی) را نام برد.
در ایران کتاب عقل و احساس (Sense And Sensibility)، که با عنوان حس و حساسیت شناخته می‌شود، توسط نشر نی و با ترجمهٔ رضا رضایی زیر عنوان عقل و احساس هم منتشر شده است.

## نگارخانه

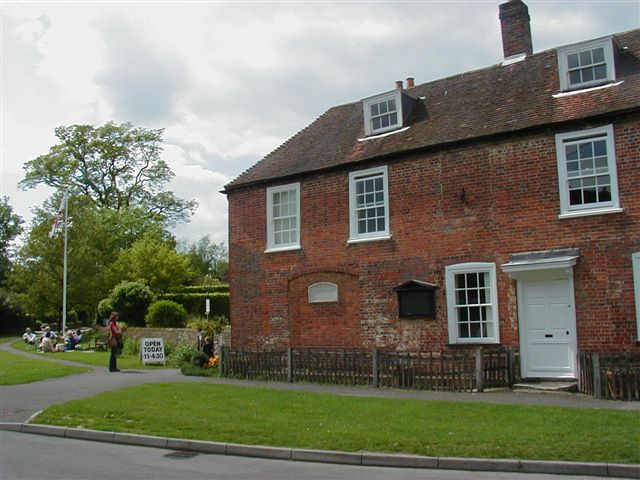
خانه آستن‌ها در شهر چاوتون
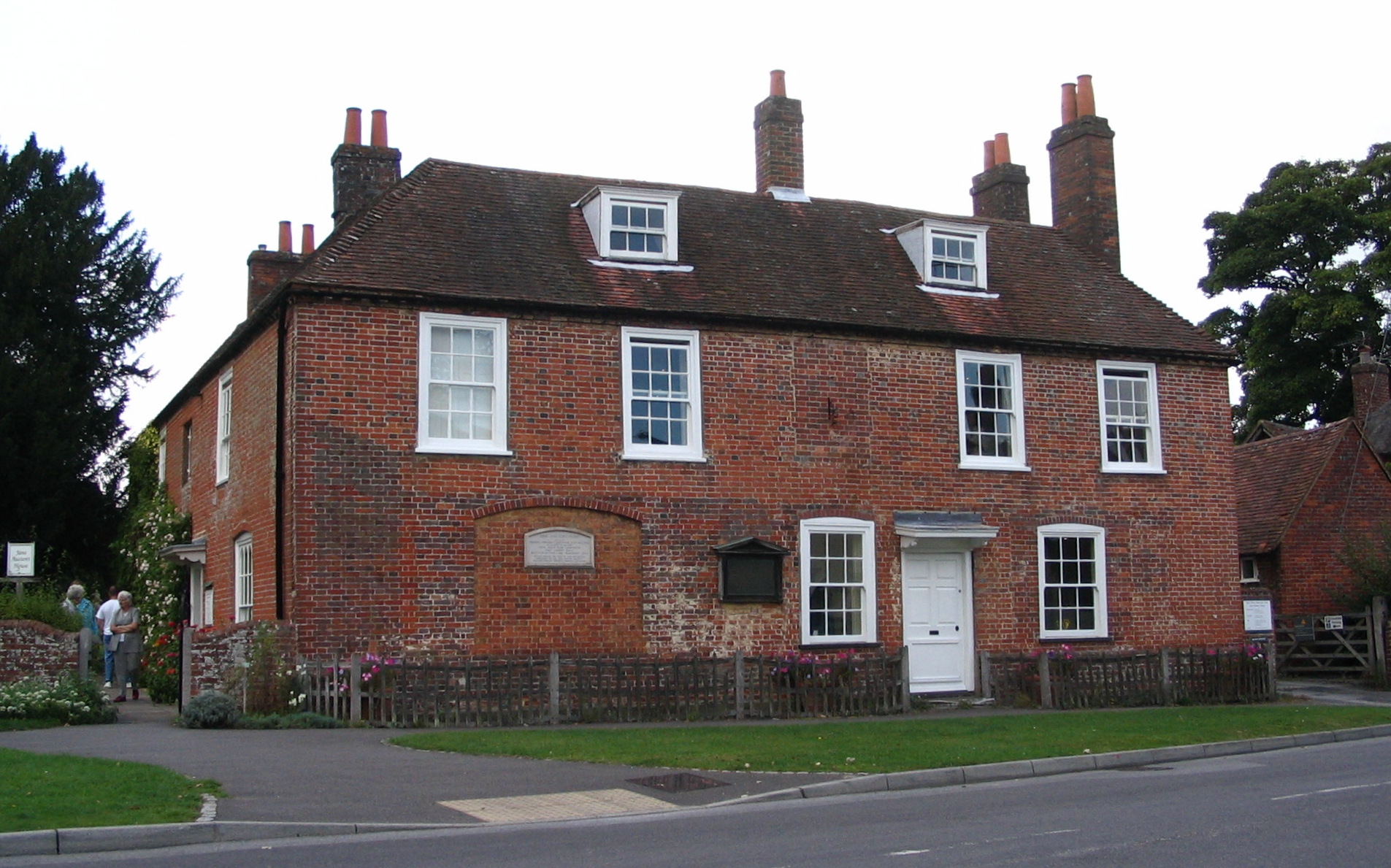
خانه آستن‌ها در شهر چاوتون
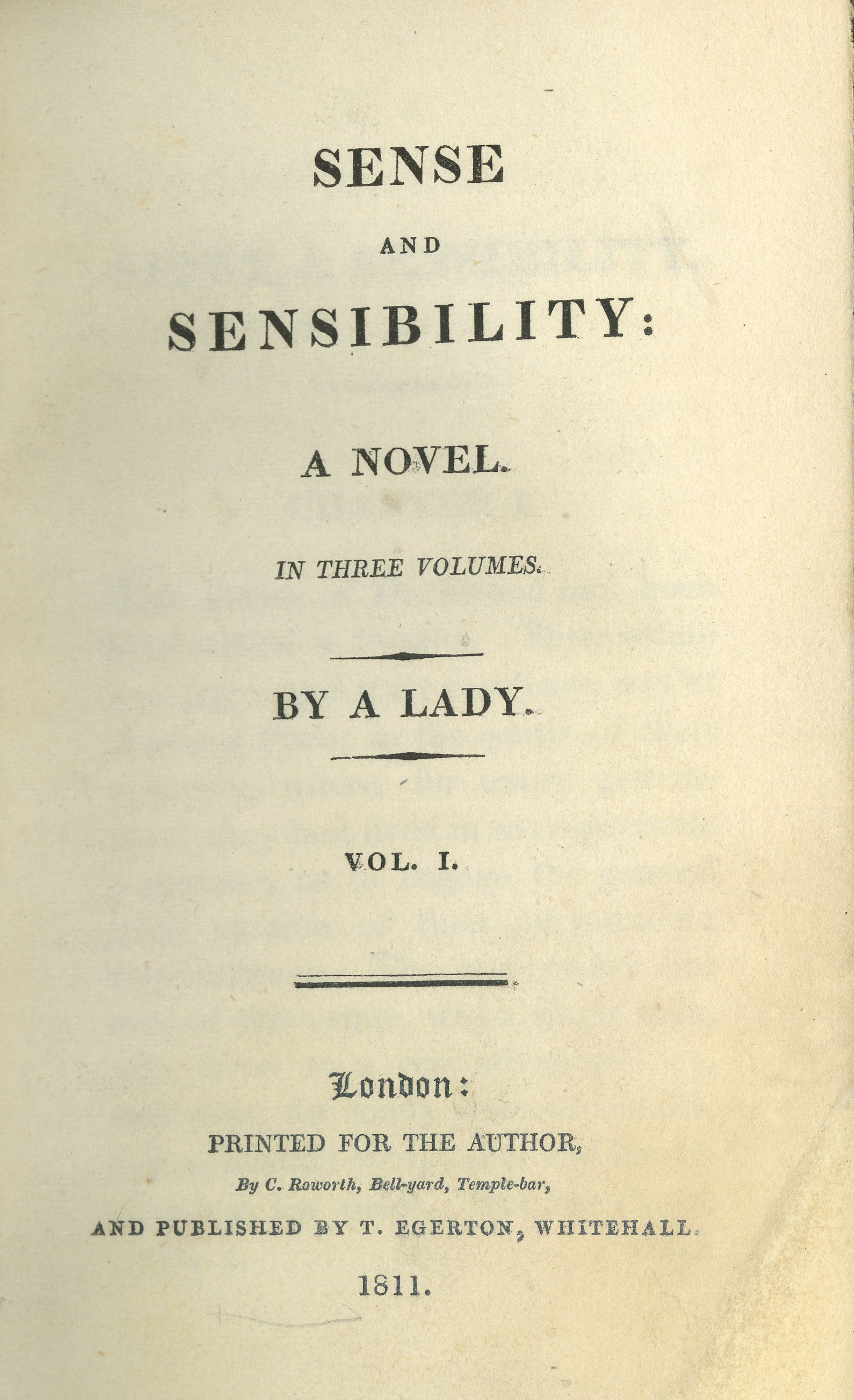
جلد اولین کتاب رمان آستن حس و احساس چاپ (۱۸۱۱)
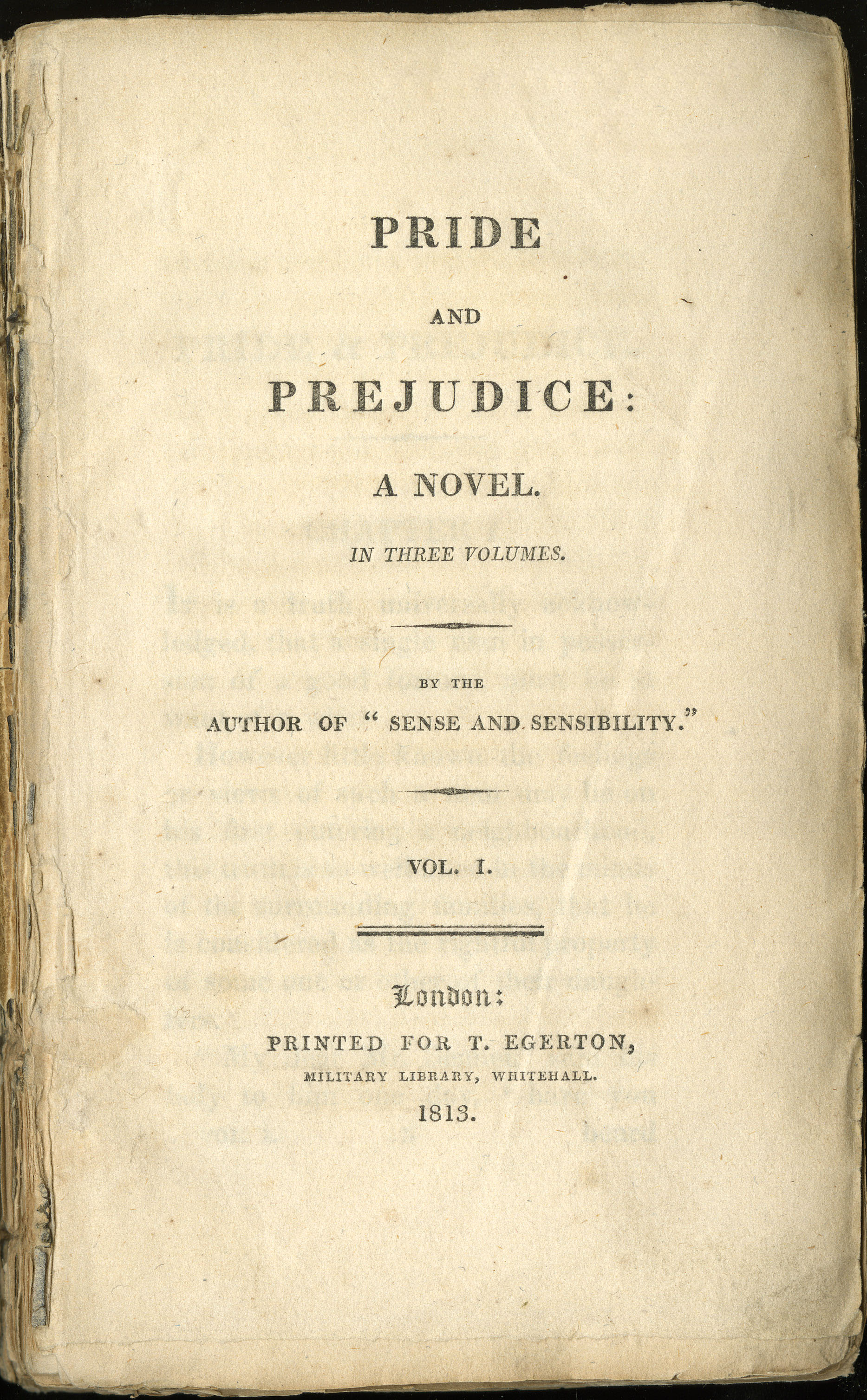
جلد دومین کتاب رمان استین غرور و تعصب چاپ (۱۸۱۳)
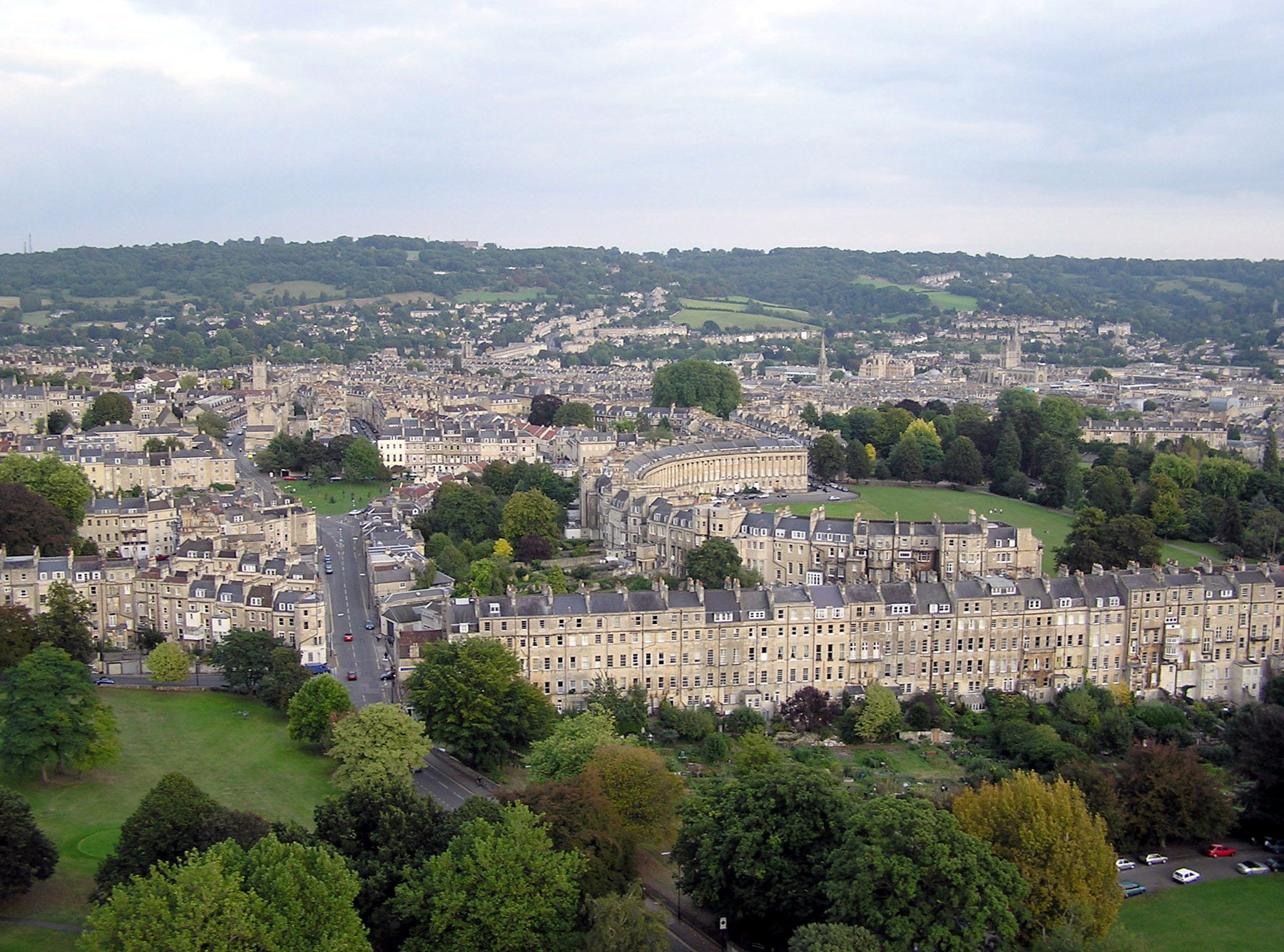
چشم‌اندازی از شهر باث
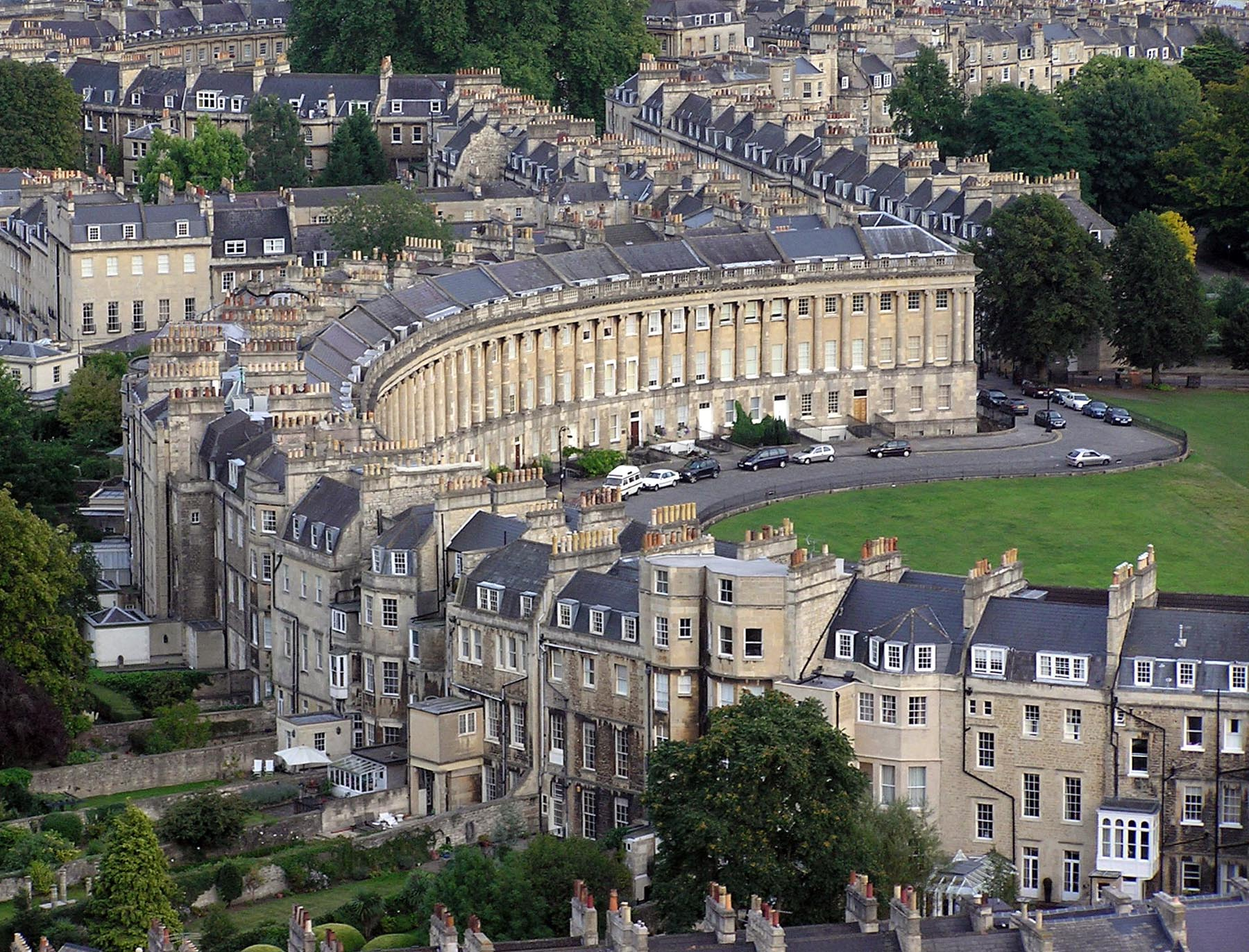
نمایی از هلال سلطنتی در شهر باث میراث جهانی یونسکو
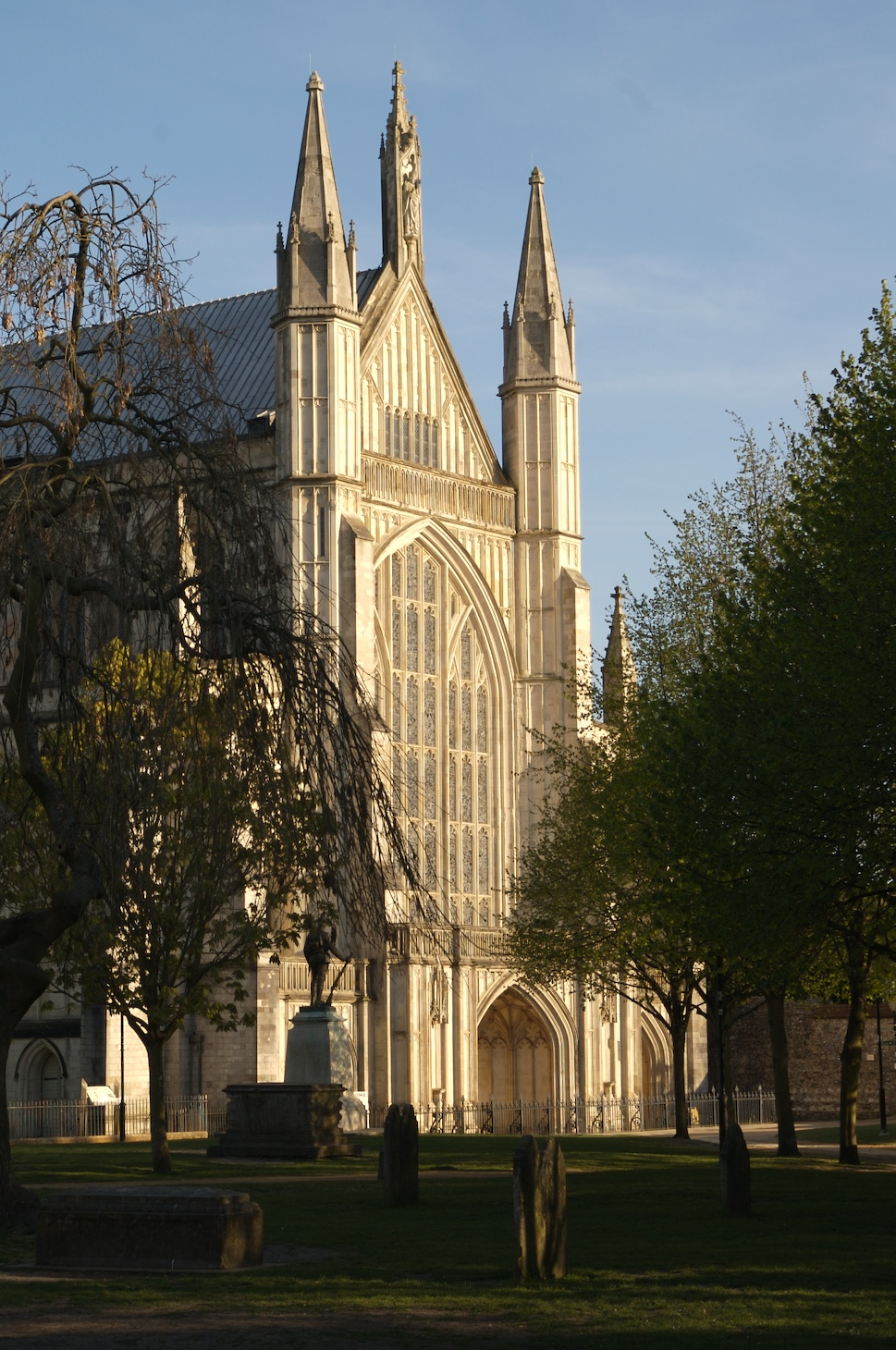
نمایی از کلیسای شهر وینچستر و محل دفن جین آستن